# Jeff Butterfield
Pour les articles homonymes, voir Butterfield.
Pas d'image ? Cliquez ici

a Compétitions nationales et continentales officielles uniquement.

b Matchs officiels uniquement.
Dernière mise à jour le 1 avril 2025.
Jeffrey Butterfield, né le 9 août 1929 à Heckmondwike (Angleterre) et mort le 30 avril 2004 à Wicken, est un joueur international anglais de rugby à XV évoluant au poste de trois-quarts centre.
Il participe au Tournoi des Cinq Nations 1957 qui voit l'Angleterre remporter le Grand Chelem, son premier depuis 1928.

## Carrière
Jeff Butterfield dispute son premier test match le 28 février 1953 contre la France, et son dernier contre l'Écosse, le 21 mars 1959.

## Palmarès
- 28 sélections avec l'équipe d'Angleterre dont quatre fois en tant que capitaine en 1959.
- Cinq essais
- Quinze points.
- Sélections par année : 2 en 1953, 5 en 1954, 4 en 1955, 4 en 1956, 4 en 1957, 5 en 1958, 4 en 1959.
- Sept Tournois des Cinq Nations disputés : 1953, 1954, 1955, 1956, 1957, 1958, 1959
- Un Grand Chelem en 1957

- Quatre sélections avec les Lions (tournée de 1955 en Afrique du Sud).
- Trois essais
- Douze points .